# Patina Miller

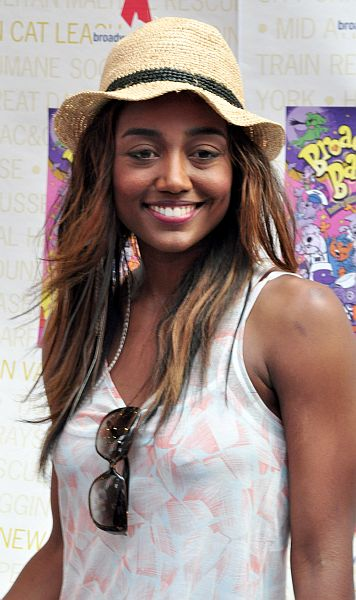

Patina Miller (Pageland, 6 november 1984) is een Amerikaans zangeres en actrice.

## Musical
Ze speelde de rol van Deloris Van Cartier in de musical Sister Act en in Into the Woods. Tevens vertolkte ze de hoofdrol in de herneming in 2013 van de musical Pippin. Voor die rol werd ze de laureaat van de Tony Awards for Best Actress in a Musical 2013.

## Film
In 2014 en 2015 kwamen de films The Hunger Games: Mockingjay – Part 1 en The Hunger Games: Mockingjay - Part 2 uit waarin ze de rol van Commander Paylor speelde, in 2021 was ze als Queen Isola te zien in de 	The Sopranos prequel langspeelfilm The Many Saints of Newark.

## Televisie
Een seizoen, 2007-2008, met 30 afleveringen, had ze in de Amerikaanse soapserie All My Children een rol als Pam Henderson. Henderson was een producer van een fictieve televisieserie New Beginnings, een serie waarin Erica Kane meespeelde. Het soapkarakter Kane was in All My Children een hoofdrol die 41 jaar lang vertolkt werd door Susan Lucci, van de eerste tot de laatste aflevering van de serie.
In de televisieserie Madam Secretary had Patina Miller in de zes seizoenen, van 2014 tot 2019 een hoofdrol als de persliaison Daisy Grant.